# Adhemarius flavellus
Adhemarius flavellus är en fjärilsart som beskrevs av Gehlen. 1926. Adhemarius flavellus ingår i släktet Adhemarius och familjen svärmare. Inga underarter finns listade i Catalogue of Life.